# Loren Rush
Loren Rush   (Point Richmond, 23 d'agost de 1935) és un compositor nord-americà.
Entre les seves obres destaquen la peça de bordó Hard Music (1970) per a tres pianos amplificats. La peça no presenta una figuració melòdica, sinó més aviat núvols creats per una sola nota, la D baixa sobre el violoncel C, repetida prou ràpidament per cada interpret per ser escoltada com gairebé contínua. La superfície és el resultat dels ritmes compostos d'atacs percussius i la interacció de parcials a través dels ritmes i la fortissima dinàmica. Els parcials del cinquè al novè són particularment fàcils d'escoltar i els passatges més forts presenten parcials superiors.
El 1957, va formar un grup d'improvisació amb Terry Riley, Pauline Oliveros, Robert Erickson i Bill Butler amb un enfocament de tècniques aleatòriques i d'improvisació." Entre els seus alumnes s'hi compta Roger Nixon.